# 将積茂
将積 茂（しょうじゃく しげる、1926年10月9日-2014年1月22日）は、日本の哲学研究者。愛知教育大学名誉教授。

## 来歴
愛知県豊橋市出身。旧姓・高柳。1951年、名古屋大学文学部哲学科卒業。愛知学芸大学助教授、愛知教育大学教授。1989年7月1日から1995年6月30日まで同大学学長を務めた。同大学名誉教授。
専門はヘーゲルだが、ヒトラーの『わが闘争』の翻訳で知られる。

## 著書
- 『ヘーゲル論理学と弁証法』合同出版 1978

### 共編著
- 『社会科と道徳教育の課題 子どもとともに生きる教師の哲学』編著 合同出版 1983
- 『哲学入門 思想の歴史と論理学』宮本十蔵共編 朝倉書店 1985
- 『倫理学入門 現代に生きる人間の哲学』岩淵剛共編 朝倉書店 1986
- 『教師学入門 現代に生きる教師の学問形成』平野一郎,長谷川和,霜田一敏共編 朝倉書店 1987
- 『教育実践学入門 人間性を育てる教師のために』霜田一敏共編 朝倉書店 1989

### 翻訳
- アドルフ・ヒトラー『完訳わが闘争』第1-3 平野一郎,高柳茂共訳 黎明書房 1961　のち角川文庫
- クーノ・フィッシャー『ヘーゲルの精神哲学・歴史哲学』玉井茂共訳 勁草書房 1984

## 論文
- Cinii
- 高柳茂